# Frankenstein (pel·lícula de Guillermo del Toro)
Frankenstein és una pel·lícula de terror de ciència-ficció gòtica estatunidenca escrita i dirigida per Guillermo del Toro, basada en la novel·la Frankenstein de Mary Shelley de 1818. La pel·lícula és protagonitzada per Oscar Isaac, Jacob Elordi, Mia Goth, Lars Mikkelsen, David Bradley, Christian Convery, Charles Dance, Felix Kammerer i Christoph Waltz. S'estrenarà a Netflix, amb doblatge i subtítols en català.
El rodatge va començar el 12 de febrer de 2024 a Toronto i va acabar el 30 de setembre.